# Heterusia zeritis
Heterusia zeritis är en fjärilsart som beskrevs av Felder 1875. Heterusia zeritis ingår i släktet Heterusia och familjen mätare. Inga underarter finns listade i Catalogue of Life.